# 康曆
康曆是日本南北朝時代的年號之一。是北朝方使用的。在永和之後，永德之前。指1379年到1381年的期間。這個時代的天皇，北朝方是後圓融天皇。南朝方是長慶天皇。室町幕府的將軍是足利義滿。

## 改元
- 永和5年3月22日（陽曆1379年4月9日） 改元
- 康曆3年2月24日（陽曆1381年3月20日） 改元為永德

## 出典
出自『唐書』的「承成康之曆業」。

## 康曆年間要事
元年（1379年）
- 2月、室町幕府將軍足利義滿發出土岐賴康追討令。
- 3月、關東管領上杉憲春死諫鎌倉公方足利氏滿。
- 7月、伊勢貞繼就任幕府政所執事。
- 義滿罷免幕府管領細川賴之，引發讓賴之從幕府失勢的康曆政變，繼任者為斯波義將。

2年（1380年）
- 小山義政殺害宇都宮基綱，足利氏滿發出義政追討令，引發小山義政之亂。

## 紀年、西曆、干支對照表
| 康曆 | 元年     | 二年     | 三年     |
| ---- | -------- | -------- | -------- |
| 西曆 | 1379年   | 1380年   | 1381年   |
| 南朝 | 天授五年 | 天授六年 | 弘和元年 |
| 干支 | 己未     | 庚申     | 辛酉     |